# 岩村田宿

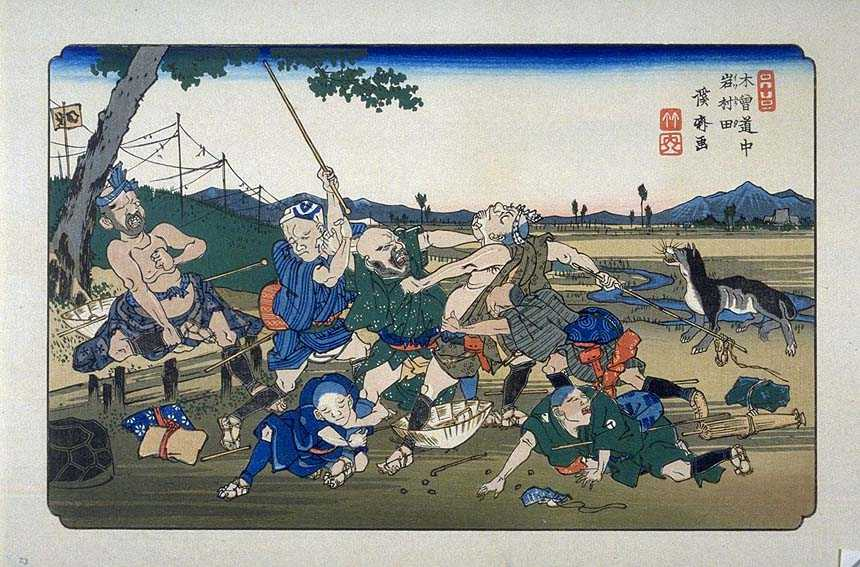
木曽海道六十九次 岩村田（渓斎英泉画）

岩村田宿（いわむらだしゅく）は、中山道六十九次のうち江戸から数えて二十二番目の宿場。
現在の長野県佐久市岩村田一帯。岩村田藩1万5千石の城下町であり商業の町であった。宿場の本陣は存在したが、大破し、その後も再建できず旅籠も最盛期で8軒と少なかった。

## 特徴
天保14年（1843年）の『中山道宿村大概帳』によれば、岩村田宿の宿内家数は350軒、うち旅籠8軒で宿内人口は1637人であった。また佐久地方から山梨県韮崎に通じる佐久甲州街道の信州側の起点であった。

## 略年表
- 1604年（慶長9年） 岩村田の鵜縄沢と砂田に一里塚を築く[1]。
- 1611年（慶長16年）伝馬始まる。
- 1633年（寛永10年） 街道が「荒宿」から「本町」に変更され、道幅二間半となる。
- 1650年（慶安3年）参勤交代の行列初めて岩村田宿を通る。
- 1729年（享保14年） 家数314軒、伝馬屋敷205軒、人数合1822人、馬2、商人八人となる。
- 1742年（寛保2年） 宿場に用水堰完成。
- 1783年（天明3年） 浅間山の天明大噴火が発生し、難民多く岩村田宿に避難。米騒動が上州より発生、暴徒乱入し宿場各所を荒らし上田藩に鎮圧される（梵天騒動）。
- 1843年（天保14年）岩村田宿町並長さ9丁30間に[2]。
- 1843年（天保14年）の『中山道宿村大概帳』によれば、岩村田宿の宿内家数は350軒、旅籠のみ8軒設置され、宿内人口は1,637人であった。
- 1861年（文久元年）和宮降嫁のため岩村田宿通行。
- 1868年（慶応4年）官軍の東山軍が宿場を通過。
- 1872年（明治5年）伝馬・助郷廃止。全国中牛馬会社岩村田支店が通常荷物取引開始。
- 1876年（明治9年）中山道を国道に、甲州道を県道とした[3]。

## 本陣
本陣は存在したが、大破し、その後も再建できず、本陣、脇本陣の代わりとして龍雲寺、西念寺、法華堂などの古刹、割元邸（割本邸）が利用された。

## 宿場史跡
- 一里塚－鵜縄沢の片方の塚だけが残る。砂田の塚は現存せず。
- 常夜燈－住吉神社、若宮八幡、行人塚などに残る。

## 最寄り駅
- JR小海線 岩村田駅
- JR北陸新幹線・小海線 佐久平駅から車で約5分

## 隣の宿
中山道
- 小田井宿 - 岩村田宿 - 塩名田宿

佐久甲州街道
- 岩村田宿 - 野沢宿